# Ketogén diéta
A ketogén diéta olyan magas (már amennyiben a 100-150 g magasnak tekinthető) zsír- és alacsony szénhidráttartalmú diéta, amelyet a közvélekedésben elterjedten elsősorban az epilepsziás betegek, főként gyerekek kezelésére fejlesztettek ki. A diéta lényege, hogy a szénhidrátok megvonásával arra kényszeríti a szervezetet, hogy zsírokból fedezze energiaigényét. Normális esetben az élelmiszerrel felvett szénhidrátokat a szervezet glükózzá alakítja, majd pedig a szervezet minden részében, így az agyban is, felhasználja. A ketogén diéta alatt igen kevés szénhidrát áll rendelkezésre, ezért a máj a zsírokat zsírsavakká és ketonokká bontja le. A glükóz helyett ebben az esetben a ketonok játsszák az „energiahordozó” szerepét. A vér és az agy magas ketonszintje (ketózis) pedig hozzájárul az epilepsziás rohamok gyakoriságának csökkentéséhez.
Az eredeti terápiás diéta csak annyi fehérjét engedélyez a gyermekek számára, amely a szervezet egészséges fejlődéséhez feltétlenül szükséges, illetve a kornak és a testsúlynak megfelelő energiabevitelt állapít meg. A klasszikus ketogén diéta 4:1 arányban állapítja meg az étkezési zsírok, illetve a fehérjék+szénhidrátok arányát a táplálkozásban. Ezt elsősorban az összes, magas szénhidrát-tartalmú élelmiszer, mint a gyümölcsök, keményítőt tartalmazó zöldségek, tésztafélék, kenyerek, cukor és más édesítőszerek kizárásával éri el. A megfelelő zsírbevitelt tej, tejszín, vaj fogyasztásával biztosítják. Valójában ez utóbbiak a klasszikus ketogén étrend mellékhatásainak kialakítói és nem a kialakult élettani jelenség, a ketózis. Ez fontos ismeret, hisz gyakran még szakemberek is hajlamosak összetéveszteni az ok-okozati viszonyokat. A jól kivitelezett, növényi olajakat, tejtermékeket és egyéb növényi élelmianyagokat nem tartalmazó paleo-ketogén étrendnek nincs mellékhatása.
Az étkezésben szerepet játszó zsírok nagy többségét hosszú láncú trigliceridek alkotják. Azonban a közepes láncú trigliceridek jobbak a ketogén diéta szempontjából. Ezért a diéta egyik speciális változata kókuszpálmaolajat alkalmaz az energiaigény körülbelül felének fedezésére. Mivel a diéta ezen változatában kevesebb zsír bevitelére van szükség, több és változatosabb fehérje és szénhidrátfélét lehet fogyasztani.
Az 1920-as években vezették be a gyerekeknél, és a következő évtizedig használták, de a gyógyszerek használata kiszorította. Az 1990-es évek közepén Jim Abrahams hollywoodi producer megalapította a diétát népszerűsítő Charlie Foundationt, miután sikerrel kezelte ezen a módon a fiát. Az NBC Dateline műsora és a ...First Do No Harm (1997) tette ismertté. Az alapítvány több központú kutatásainak 1996-ban megjelent eredményei a tudományos érdeklődést is felkeltették a diéta iránt.
A diéta a gyógyszeres kezelésre nem reagáló epilepsziás gyermekek felénél javulást, harmaduknál jelentős javulást hozott. Egy 2008-as randomizált kísérlet során egyértelmű javulást tudtak kimutatni a kísérletben részt vevő gyermekek körében. A diéta 6-24 hónapig tartó alkalmazása akár 90%-kal is csökkentheti az epilepsziás rohamok előfordulási gyakoriságát. További pozitív hatásai a figyelem és az alvás javulása. Mellékhatásként a bevezetéskor előfordulhat székrekedés,a folyadékigény megnövekedése, átmeneti tompaság és a vércukor leesése.
Bizonyítékok vannak arra, hogy a diéta a felnőtteknél is hatásos, sőt, az Atkins-diéta egy módosított változata ugyanannyira hatásos. Bizonyos anyagcsere-zavarokon (piruvát dehidrogenáz hiánya, a glükóz transzporter zavara és a foszfo-frukto kináz hiánya) is segít. 
Az állatmodelleken végzett kísérletek eredményei tanúsítják, hogy a ketogén diéta neurodegeneratív betegségekben is védi az idegrendszert és enyhíti a betegséget. Az olyan neurodegeneratív betegségek esetén mint például a Parkinson, vagy a Huntington kór, jelenleg (2008-ig bezárólag) nincsen elég adat, amely a ketogén diéta jelentős mértékű gyógyhatását igazolná. Tulajdonítanak neki rákgyógyító hatást, kezdeti cukorbetegség visszafordítását, és gombairtó hatást is, amiket a tudomány szintén nem bizonyított.
Az epilepszia esetében az 1930-as évek óta a (jellemzően számos beteg esetében) hatásos gyógyszerek megjelenését követően a ketogén diéta jelentősége háttérbe szorult, így a terápiás ajánlások szerint a ketogén diáta nem elsőként választandó terápia, hanem alkalmazása főként olyan betegek számára javasolt akik esetében a gyógyszerek nem bizonyultak hatásosnak. Magyarországon jelenleg a klinikai ellátásban és a gyakorlatban az ICMNI-Orvosi rehabilitációs Centrum orvos-kutató munkacsoportja alkalmazza.

## A kezelt betegség
Az epilepszia a leggyakoribb neurológiai rendellenességek közé tartozik az agyi érkatasztrófa után, és több mint 50 millió embert érint világszerte. A visszatérő rohamok alapján ismerik fel. Ekkor az agykéreg neuronjainak erős és rendszertelen tüzelése lehetetlenné teszi a normális agytevékenységet. ez érintheti az izmokat, az érzékszerveket, az öntudatot, vagy ezek közül bármelyek kombinációját. A roham lehet fokális, az agy egy részét érintő, vagy generalizált, az egész agyra kiterjedő. Több tényező is kiválthat epilepsziát; egyes epilepsziaszindrómák gyermekkorban kezdődnek.
A rohamokat először gyógyszerekkel igyekeznek ritkítani, vagy megszüntetni. Alternatív gyógymódok csak két, vagy három gyógyszer kipróbálása után kerülnek sorra. A betegek 60%-ánál beválik az első gyógyszer, de 30%-uk nem talál megfelelő gyógyszert. Az alternatív gyógymódok a diéta mellett magukba foglalják a műtéti eljárásokat, és a bolygóideg-stimulációt is.

## Története
A ketogén diéta elismert alternatív módszer az epilepszia kezelésére, amit a korábbi böjtön alapuló módszer korlátainak megszüntetésére találtak ki. Az 1920-as és 1930-as évekbeli népszerűsége ellenére a gyógyszerek kiszorították. Az epilepsziások többsége gyógyszerekkel karban tartható, de 20-30%-uk hiába próbál ki különböző gyógyszereket; a diéta esetükben újra alkalmazást talált az epilepszia kezelésére.

### Éheztetés

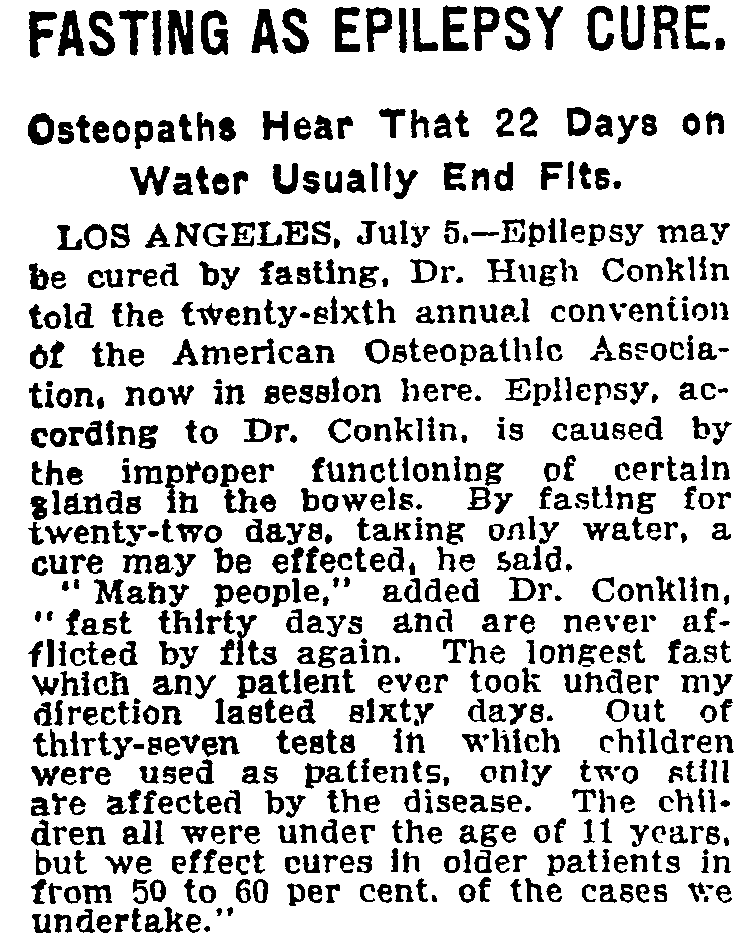
Beszámoló dr. Hugh Conklin vizes diétájáról, 1922-ben

Az ókori görög orvosok gyakran alkalmaztak diétát a betegségek kezelésére. A Kr. e. 400 körül keletkezett hippokratészi korpusz már tartalmaz értekezést az epilepszia kezeléséről. A szerző elvetette a természetfeletti magyarázatot és kezelést, és inkább diétát javasolt fizikai és racionális alapon. Ugyanebben a gyűjteményben egy másik értekezés tartalmaz egy történetet egy férfiról, akinek éhezés és szomjazás után ugyanolyan gyorsan eltűnt az epilepsziája, amilyen gyorsan megjelent. Eraszisztratosz szerint a rövid ideig tartó kíméletlen éhezés a megoldás az epilepsziára. Galénosz gyengítő diétát javasolt, ami az enyhe eseteket gyógyítja, és a többin is segít.
Az első modern beszámoló 1911-ben jelent meg Franciaországban. Húsz különböző korú epilepsziás beteget „méregtelenítettek” alacsony kalóriájú vegetariánus diétával, éhezéssel kombinálva. Ketten nagy javulást értek el, de a többiek képtelenek voltak megtartani a szigorú szabályokat. A diéta a korabeli gyógyszerekkel szemben felfrissítette az elmét. Az akkoriban alkalmazott nátrium-bromid rontotta a szellemi képességeket.
Abban az időben Bernarr Macfadden népszerűsítette az éhezést az egészség visszanyerésének érdekében. Tanítványa, az alternatív orvoslással foglalkozó Hugh Conklin (Battle Creek, Michigan) is kipróbálta az éheztetéses módszert az epilepszia kezelésére. Elmélete szerint a rohamokat egy, a belekben kiválasztódó toxin okozza, ami a vérkeringéssel terjed. A méreg eltávolítására 18-25 napos éhezést javasolt. Több száz embert kezelt ezen a módon. Saját adatai szerint gyerekeknél 90%-os, felnőtteknél 50%-os arányban ért el gyógyulást. A későbbi elemzések szerint 20%-ban ért el rohammentességet, és további 50%-ban javulást.
Conklin módszerét átvették a neurológusok is. 1916-ban egy bizonyos dr McMurray a New York Medical Journalban azt írta, hogy 1912 óta sikeresen kezelt epilepsziásokat éheztetéssel, majd az azt követő keményítő és cukormentes diétával. H. Rawle Geyelin tekintélyes endokrinológus utánajárt Conklin sikereinek. Eredményeiről az American Medical Association közgyűlésen számolt be. 36 betegén alkalmazta a módszert, és hasonló eredményeket ért el, habár rövid ideig tanulmányozta őket.
Az 1920-as években különböző tanulmányok arról számoltak be, hogy az éheztetéssel elért eredmények nem véglegesek. Charles Howland, egy Conklin által sikeresen kezelt gyerek apja, és egy gazdag New York-i jogász, ötezer dollárt adott testvérének, Johnnak az éhezési ketózis tanulmányozására. A Johns Hopkins Hospital gyermekgyógyászatának professzoraként Stanley Cobbot és asszisztensét, William G. Lennoxot bízta meg a kutatásokkal.

### Diéta
1921-ben Rollin Woodyatt kutatásai alapján azt írta, hogy az egyébként egészséges emberekben a máj éhezéskor β-hidroxibutirátot, acetoacetátot és acetont, közös nevükön ketontesteket bocsát ki. A máj akkor is kibocsátja a ketontesteket, ha az ember kevés szénhidrátot, de sok zsírt fogyaszt. Russel Wilder a Mayo Klinikán erre alapozta a kutatást. Ő vezette be a ketogén diéta elnevezést is. Remélte, hogy ezzel a diétával megismételhetők az éhezéses kúrák eredményei, de határozatlan ideig folytatható. Az eredményeket 1921-ben tesztelte néhány epilepsziás betegen.
A diéta végleges formáját Wilder kollégája, a gyermekorvos Mynie Peterman alkotta meg. A kalóriához naponként és testsúlykilogrammonként egy gramm fehérje és 10–15 g szénhidrát járul hozzá, a maradékot zsír fedezi. Peterman az 1920-as években a diéta bevezetésével és fenntartásával foglalkozott. Dokumentálta mind a pozitív, mind a negatív hatásokat: javul a figyelmesség, az alvás, és a viselkedés, de hányinger és hányás is fellép. Gyerekeknél nagyon jó eredményt sikerült elérni: Peterman 1925-ben azt jelentette, hogy 37 kis betege közül 95%-nak javult az állapota, és 60%-uknál a rohammentességet is sikerült elérni. 1930-ig 100 kamaszt és felnőttet vontak be a kísérletekbe. Clifford Barborka 56%-uknál jelentett javulást és 12%-uk rohammentessé vált. A különböző kísérletek eredményeit nem hasonlították össze. Barborka azt a következtetést vonta le, hogy felnőtteknél nagyon kevéssé használ a diéta, ezért az orvosok nem is alkalmazták felnőtteknél egészen 1999-ig.

### Roham elleni szerek
Az 1920-as és az 1930-as években a rohamok ellen csak nyugtatókat tudtak adni, mint nátrium-bromid (1857) vagy fenobarbitál (1912), ezért a ketogén diéta népszerűvé vált. Ez 1938-ban változott meg, amikor H. Houston Merritt és Tracy Putnam felfedezte a fenitoint (Dilantin), amivel az érdeklődés a gyógyszerek felé fordult. A nátrium-valproát 1970-es évekbeli felfedezésével a legtöbb rohamtípus és epilepsziaszindróma kezelhetővé vált. A ketogén diéta az új gyógyszerekkel szemben egyre inkább visszaszorult, csak a nehéz esetek, mint a Lennox–Gastaut-szindróma esetén alkalmazták.

### MCT diéta
Az 1960-as években felfedezték, hogy a közepes hosszúságú zsírsavak (MCT-k) egy energiaegysége több ketontestet termel, mint a normál diétában alkalmazott hosszú láncú zsírsavaké. Hatékonyabban szívódnak fel, és gyorsabban jutnak a májba a májkapuéren át, mint a nyirokrendszeren keresztül. A súlyos szénhidrát-korlátok megnehezítették, hogy a szülők olyan ételeket készítsenek gyerekeiknek, amik nekik is ízlenek; ez rossz hatással volt a diéta betartására, ami a hatásosságot is veszélyeztette. 1971-ben Peter Huttenlocher olyan diétát javasolt, amiben az energia 60%-a MCT olajból származik, így több fehérje és akár háromszor annyi cukor is fogyasztható, mint a hagyományos diétában. Húsz gyereken és kamaszon tesztelte az új diétát; legtöbbjüknek mind a figyelemkészsége, mind a rohamok ellenőrizhetősége javult. Belgyógyászati okok miatt az egyik beteg a diéta abbahagyására kényszerült. Az ételeket könnyebb volt elkészíteni, és jobban elfogadták a gyerekek, mint a hagyományos ketogén diéta ételeit. Sok kórház az MCT diétára váltott, míg mások a két diéta keverékét használták.

### Újrafelfedezés
A ketogén diéta 1994 októberében újra ismertté vált az Amerikai Egyesült Államokban, amikor bemutatták Jim Abrahams hollywoodi producer fiának, Charlie Abrahamsnak történetét. A kétéves fiú ellenőrizhetetlen rohamoktól szenvedett, amit sem hagyományos, sem alternatív módszerekkel nem tudtak kezelni. Az apa talált egy szülőknek szóló útmutatót az epilepsziáról benne a ketogén diétával. A fiút a Johns Hopkins Kórházba szállította, ahol elvégezték a kezelést. A diéta alatt a rohamok csökkentek, és a kisfiú fejlődése felgyorsult. Az eredményen felbuzdulva alapítványt tett. Ez lett a Charlie Foundation, aminek feladata a diéta népszerűsítése és kutatása. Az alapítvány támogatásával 1994-ben hosszú távú kutatás indult. Az első eredményeket a American Epilepsy Society mutatta be 1996-ban, majd 1998-ban írásban is megjelentették az addigiakat. Ezután beindult a tudományos érdeklődés a diéta iránt. 1997-ben Abrahams a ...First Do No Harm című filmjében dolgozta fel fia történetét.
2007-re a diéta 45 ország 75 központjában vált elérhetővé. Kevésbé szigorú változatait, mint a módosított Atkins-diétát felnőttek és idősebb gyerekek között is használják. Kutatások folynak arra, hogy más rendellenességekben is hasznos-e.

## Hatékonysága
Ha betartják, akkor a diéta a használóinak felében mintegy 50%-kal csökkenti a rohamok számát, és egyharmaduknál 90%-os csökkenés érhető el. A gyerekek háromnegyede már két héten belül észleli a javulást, de az orvosok három hónapos próbaidőt javasolnak a tulajdonképpeni diéta elkezdése előtt. Azok a gyerekek, akiknek állapota a legtöbb gyógymódra nem javul, jobbnak, hatásosabbnak érzik a diétát, mint a gyógyszereket. Bizonyítékok vannak arra, hogy kamaszokon és felnőtteken is segít.

### Kísérleti elrendezés
A korai tanulmányok nagy sikerarányról számoltak be. Egy 1925-ös beszámoló szerint 60%-nál teljes rohammentességet értek el, és 35%-ukban 50%-kal csökkent az egy időegységre eső rohamok száma. Ezek a vizsgálatok az adott orvos által kezelt betegek közül azokra szorítkoztak, akik hibák nélkül betartották a diétát. Éppen ezért az eredmények nem hasonlíthatók össze a mai vizsgálatok elveivel és eredményeivel, mert kizárták azokat, akiknek nem sikerült az átállás vagy a diéta fenntartása. Ezért azok válogatódtak ki, akik amúgy is jól reagáltak a diétára. Ezt elkerülendő a régebbi visszatekintő módszerrel szemben ma már előretekintő vizsgálatokat végeznek, ahol is az előzetesen kiválasztott betegeket a későbbi eredményeiktől függően követik végig.
Egy másik különbség az epilepszia típusa. A régi betegek nem voltak aszerint kiválasztva, hogy rosszul reagálnak a gyógyszerekre. Akkoriban ugyanis a diéta volt a fő kezelési mód. Ma már a betegek és szüleik több gyógyszer kipróbálása után fordulnak a diétához. Az alkalmazott protokoll is megváltozott. Régen a diétát éheztetéssel vezették be, ami a testsúly 5–10%-os csökkenéséhez vezetett, és a továbbiakban is erősen korlátozták a kalóriamennyiséget. A gyerek növekedése és viszonylagos egészsége érdekében, meg a tudomány fejlődésének eredményeként ma már kevésbé szigorúan alkalmazzák a diétát. Régebben a folyadékbevitelt is korlátozták, de mivel megnövelte a székrekedés és a vesekő kockázatát, ma már nem tekintik pozitív hatásúnak ezt a korlátozást.

### Eredmények
A legnagyobb előretekintő vizsgálatról a Johns Hopkins Hospital számolt be 1998-ban, amit 2001-ben egy újabb jelentés követett. Kontrollcsoport nem volt. A részt vevő gyerekek száma 150 volt. Három hónap után 83%-uk folytatta a diétát, közülük 26%-uk tapasztalt észrevehető javulást, 31%-uknál erőteljesen csökkent a rohamok gyakorisága, és 3%-uknál megszűntek a rohamok. Tizenkét hónap múlva 55% folytatta a diétát, 23% jó, 20% nagyon jó eredményt ért el, és 7%-uknál elmúltak a rohamok. A diéta abbahagyásának okai ezek voltak: egy másik betegség; a várt hatás elmaradása; a diéta betartásának nehézsége. Két, három és négy év múlva rendre 39%, 20% és 12% folytatta a diétát. Ebben az időben azért hagyták abba a diétát, mert jó eredményeket értek el, vagy teljesen rohammentessé váltak. Négy év múlva a kezdeti 150 gyerek közül 16%-nak nagy mértékben, 14%-uknak erőteljesen megritkultak a rohamai, és 13%-uknál teljesen elmaradtak a rohamok. Akik még ezután is folytatták a diétát, azok tipikusan kiváló eredményeket értek el, bár a rohamaik nem szűntek meg.
A metaanalízis módszere lehetővé teszi, hogy több kisebb vizsgálatot egy nagyobb vizsgálatba fogjanak össze. Egy ilyen elemzés 2006-ban 19 vizsgálatot fogott össze összesen 1084 beteggel. Az eredmények szerint a betegek 50%-ánál az egy időegységre eső rohamok száma 50%-kal csökkent, és egyharmaduk 90%-os javulást ért el.
Az első véletlenített kontrollcsoportos teszt eredményei 2008-ban jelentek meg. 145 beteget vontak be, akik közül véletlenszerűen választották ki, hogy ki kezdi el azonnal és ki három hónap késéssel a diétát. A kontrollcsoportot a késéssel kezdők alkották. Ez azért volt fontos, mert az epilepsziások állapota kezelés nélkül is sokat változhat. A korán kezdők közül 38% tapasztalt legalább 50%-os, 7% legalább 90%-os csökkenést, egy gyerek rohammentessé vált. A későn kezdők közül a diéta előtt 6%-nál csökkent 51%-kal a rohamok száma, és egyiküknél sem tapasztaltak 90%-os csökkenést. A diétás csoportban az átlagos rohamszám a harmadával csökkent; a nem diétázóknál nem csökkent, hanem egy kicsit nőtt is.

## Javallatok és ellenjavallatok

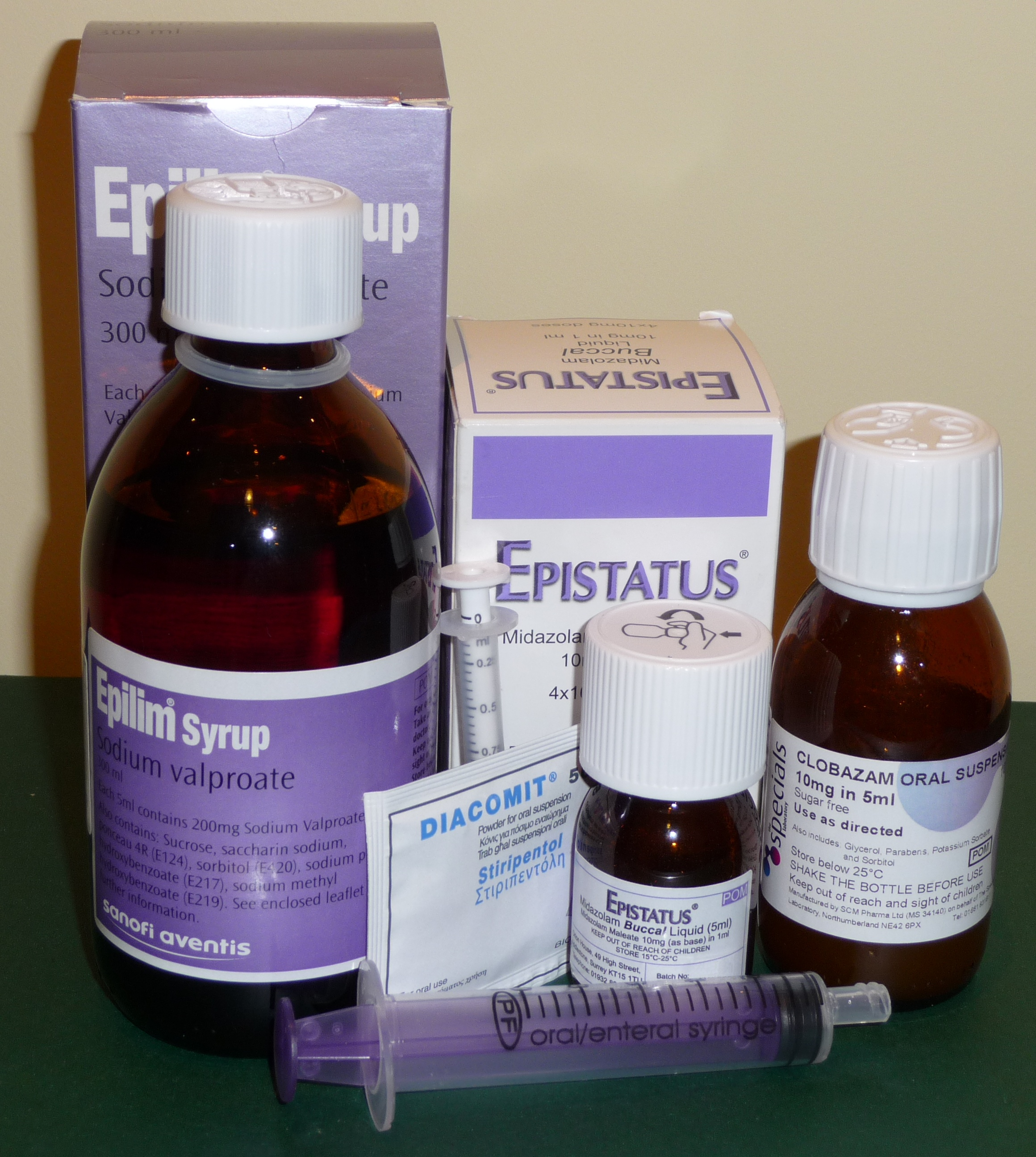
A szakértők azoknak a gyerekeknek ajánlják a ketogén diétát, akik már két vagy három gyógyszert kipróbáltak, de azok nem váltak be. A legtöbb gyerek, aki elkezdi a diétát, ezt a számot legalább háromszor túlhaladta.

A ketogén diétát kiegészítő kezelésként alkalmazzák a gyógyszereknek ellenálló epilepsziára. Skóciában, Angliában és Walesben az útmutatók ajánlják, és az Amerikai Egyesült Államokban a biztosítók is támogatják. Azoknál a gyerekeknél viszont, ahol a rohamok egy területre korlátozódnak (fokális epilepszia) inkább a műtétet ajánlják, mert valószínűbb, hogy attól válnak rohammentessé, mint a diétától. Az Egyesült Királyságban a National Institute for Health and Clinical Excellence inkább lebeszélné a felnőtt betegeket a diétáról. A diétaközpontok harmada felnőtteknek is rendelkezésre áll. Egyes orvosok kamaszoknál és felnőtteknél a diéta kevésbé szigorú változatait alkalmazzák, mint az alacsony glikémiás index diétát és az Atkins-diéta módosított változatait is. A diétának speciális folyékony változatát is alkalmazzák szondás táplálás vagy szopós kisbabáknál.
A diéta támogatói szerint ha már két gyógyszer nem használt, akkor mindössze 10% annak az esélye, hogy fognak egy működő szert találni. Néhány epilepsziatípus azonban olyan jól reagál a diétára, hogy korábban is ajánlatos elkezdeni. Ilyen például a Dravet-szindróma, a West-szindróma, a mioklónikus-asztatikus epilepszia, és a tuberus sclerosis complex.
Egy Amerikai Egyesült Államokban 2005-ben készült felmérésben 88 gyermekneurológust kérdeztek meg. Közülük 36% felírta a diétát három vagy több szer hasztalan kipróbálása után; 24% utolsó esélyként hagyatkozott rá; újabb 24% csak nagyon ritka esetekben javasolta, és 16% sosem próbálta ki. Több magyarázat is létezik a bizonyítékok és a gyakorlat közötti különbségre. Az egyik ok az epilepsziát és a ketogén diétát jól ismerő dietetikusok hiánya, akik felügyelnék a diétát.
Mivel megváltoztatja az anyagcserét, ezért bizonyos veleszületett anyagcserezavarok esetén a fő kezelési mód; más esetekben azonban kifejezetten ellenjavallt. A pyruvát dehidrogenáz (E1) hiánya és a glükóz transzporter 1 hiánya esetén a beteg állandó ketózisban van, mivel megakadályozzák, hogy szénhidrátokból nyerjen energiát. A ketogén diéta alkalmas arra, hogy ezeknek a tüneteit kezelje.
Ellenben a porfíria, a pyruvát karboxiláz hiánya és a zsíranyagcsere ritka zavarai kizárják a ketogén diéta bármilyen célú alkalmazását, mert a beteg szervezet képtelen lebontani a zsírsavakat, melyek a ketogén diéta fő energiaforrásai. Esetükben a test gyakorlatilag éhezne; a fehérjetartalékait használná fel, ami ketoacidózishoz, majd kómához, végül halálhoz vezetne.

## Kölcsönhatások
A diétát rendszerint a már kialakított gyógyszerezés mellett, habár a gyógyszerek egyes esetekben később elhagyhatók. Továbbá vannak arra bizonyítékok, hogy a bolygóideg stimulációja és a zonisamide támogatja, de a fenobarbitál rontja a sikerességét.

## Mellékhatásai
A diétának lehetnek bizonyos mellékhatásai, ám ezek még mindig kevésbé károsítják a szervezetet, mintha a diétát nem tartaná a gyermek. A mellékhatások enyhébbek, mint a gyógyszereké vagy a műtété. Sokszor a korán jelentkező mellékhatások a diéta megszokásával megszűnnek: székrekedés, hasmenés, hányinger, hányás. Hosszabb távon is fennállhatnak a következő tünetek: magas vérzsírszint, (60%), a koleszterinszint akár 30%-os emelkedése, alacsony magnézium- és nátriumszint, vesekőképződési hajlam, csontritkulási hajlam, vashiányos vérszegénység, enyhe savasodás.
Ezen betegségek egy részét gyógyszeresen, vagy a többszörösen telítetlen zsírsavak arányának emelésével és a ketogenetikai tényező csökkentésével, vitaminok, ásványi anyagok adásával, illetve megfelelő diéta alkalmazásával el lehet kerülni. Johns Hop nátrium-citráttal a hetedére csökkentette a vesekőképződés gyakoriságát, de a módszer hatásosságát még nem vetették alá klinikai teszteknek. A mellékhatások azonban nem mindenkinél fordulnak elő, és a diéta abbahagyásával a szövődmények többsége megszűnik. Szükség lehet egyes vitaminok, vagy ásványi anyagok pótlására: Ca, Mg, Na, Fe, satöbbi. Ezek szükségességét laboratóriumban kell ellenőrizni, és csak orvosi javaslatra lehet szedni.
A vesekövek kialakulását a következők okozhatják:
- A kalcium kiválasztódása a vizeletbe együtt jár a csontritkulással és a savasodással. A csont egyik fő alkotórésze a kalcium-foszfát, ami reagál a savakkal és a kalcium kiszabadul.[39]
- A vizeletben kórosan kevés a citrát, ami a kalcium visszaszívását segítené.[39]
- A vizelet savassága miatt a húgysav kiválik, és kristályai magot adnak a vesekőképződéshez.[39]
- Több intézetben hagyományosan a megszokott folyadékbevitelt 80%-ra csökkentik;[39] ez azonban lassanként visszaszorul.[6]

Felnőtteknél ezekről a mellékhatásokról számoltak be: fogyás, székrekedés, a koleszterinszint megemelkedése, nőkben a menstruáció szabálytalanná válása, vagy elmaradása.

## Ketogén diéta – az epilepszia tüneteinek enyhítésére
A világon jelenleg 45 országban, 75 gondozóközpontban alkalmazzák a ketogén diétát, elsősorban a gyógyszeres kezelésre nem reagáló, úgynevezett terápia rezisztens epilepsziás betegek esetében.
A ketogén diéta alatt megváltozik az anyagcsere és az energiaforgalom, változik a sejtfal összetétele, és változások következnek be a víz- és elektrolit-háztartásban. A meghatározott összetételű táplálék mellett (magas zsírtartalom, alacsony szénhidrát és fehérjetartalom) a szervezetben ketonok keletkeznek, amelyek a tapasztalatok szerint segítenek a rohamok számának csökkentésében.
A diéta hatásossága egyénenként eltérő lehet, eredményessége előre nem jósolható. Néhány esetben napok, hetek alatt csökken a görcsök száma, de van akinél ez néhány hónapot is igénybe vesz. A diéta jótékony hatására a beteg az addig szedett gyógyszereit orvosi javallatra csökkentheti, vagy elhagyhatja, így azok mellékhatásaitól kevésbé kell szenvednie. Epilepszia esetén a diétát minimum 3 hónapig kell tartani, és ha még mindig nem észlelhető javulás, abba lehet hagyni. Sikeres esetekben a diéta 2 évig folytatandó, utána javasolt az életkornak megfelelő egészséges táplálkozás visszaállítása.
A diétát minden beteg esetében az egyéni igényeket és toleranciát szigorúan figyelembe véve ajánlott kialakítani.

## A ketogén diéta felépítése
A ketogén diéta bevezetése és fenntartása több szakértő közös munkáját igényli. A program végrehajtását dietetikus felügyeli; neurológus, aki jól tudja, hogy mit várhat a diétától, és egy ápoló, aki jól ismeri az epilepsziát. A csapatot kiegészítheti egy szociális munkás, aki a családdal törődik, és egy gyógyszerész, aki a gyógyszereket javasolja. A biztonságos alkalmazáshoz be kell tanítani a családot.
Az étrend diétának megfelelő kialakítása nehézséget jelenthet a család számára. Mivel bármiféle melléevés megtörheti a diéta egyensúlyát, ezért sokan nagyon nehéznek és kényelmetlennek érzik a fegyelem megtartását, ezért kevésbé szigorú diétára térnek át, mint a módosított Atkins-diéta vagy az alacsony glikémiás indexen alapuló kezelésre.

### Felkészítés, a diéta betanítása
A diéta bevezetésére a Johns Hopkins Hospital protokollt alkalmazzák. A jelentkezőket előzetesen szűrik azokra az állapotokra, amelyek ellenjavallatot jelentenek.
A ketogén diéta bevezetése először elméletben történik. A dietetikus által felvett és kiértékelt részletes táplálkozási anamnézis után, a dietetikus szakértő a szülőt illetve a gondozót részletesen felvilágosítja az étrend összeállításról. Megtanítja a nyersanyagok kiválasztására, az energia és tápanyagszámításra, és az ételek elkészítésére. A diéta alkalmazása jobb képzést és szigorúbb fegyelmet követel, mint a gyógyszerezés A diéta során törekedni kell arra, hogy minél több megszokott eddig megszokott étel diétába illesztésére, természetesen akkor, ha azok ketogén módon is elkészíthetőek. A dietetikus külön felkészíti a szülőt egyes speciális szituációkra is, ahol az eddigi diétától eltérő fehérje szükséglet léphet fel, például különböző lázas állapotok. Ha már a szülő érti, és önállóan alkalmazni is tudja a ketogén diétát, valamint a gyermek ráhangolódott az új ízvilágra, megkezdődik a tényleges átállás.
Az átállás első lépéseként a gyermeknek pár napot kórházban kell töltenie, annak érdekében, hogy a rendszeres orvosi felügyelet biztosítva legyen az esetleges problémák kivédésére. A kórházi benntartózkodás alatt a gyermek már a ketogén étrendet kapja, amit hazatérve otthonában is folytatnia kell. A kórházi tartózkodás közben naponta többször mérik a vércukorszintet, és keresik a ketontesteket. Szükség esetén egy kevés narancslevet adnak. Előfordul, hogy kórházi benn tartózkodás helyett járóbetegként vezetik be a diétát. Újabban alkalmazzák a fokozatos bevezetés elvét is, azaz minden lépésben egy-egy étkezést cserélnek ketogénra.
A diétázás következő állomásaiban a dietetikus meghatározott időnként felkeresi a gyermeket és szüleit illetve a gondozóit az étrend változatosságának biztosítása, a felmerülő problémák tisztázása, bizonyos élethelyzetekre (tábor, nyaralás, zsúrok, ünnepek, stb.) való felkészülés érdekében. Ez az együttműködés a diétázás teljes időtartama alatt folytatódik. A beteg állapotváltozása, vagy az egyéni igényeinek megfelelő változtatásokat a diétának is követnie kell, de a módosítások csak fokozatosan történhetnek, a dietetikus és a kezelőorvos felügyelete mellett.
Az éheztetéses fázis a kórházi tartózkodás előtti nap megkezdődik. Estig csak koffein- és kalóriamentes folyadék fogyasztható. A vacsora a szokásos kalóriamennyiség harmadát tartalmazza. Az ezt követő reggeli és ebéd is a szokásos kalóriamennyiség harmadát tartalmazza. Ezt követően egy napig a kalória kétharmadát viszik be, aztán a teljes kalóriamennyiséget biztosítják a ketogén diétának megfelelően. A negyedik nap reggelije után megvizsgálják a beteget, és gyógyszereit szénhidrátmentes gyógyszerekkel váltják ki. A diéta első két napján a beteg egy olyan „ennivalót” kap, ami tejből, cukorból és tojásból áll. Az éheztetéses fázist gyakran a ketogén arány növelésével helyettesítik, mert az éheztetés savasít, kalciumvesztést és súlycsökkenést eredményez. A ketogén arány az első nap 2:1, a második nap 4:1.
Ha van éheztetéses kezdeti fázis, akkor a betegek felénél már az első öt nap után ritkábbak a rohamok. Háromnegyedüknél két hét alatt, 90%-uknál 23 nap alatt ritkulnak meg a rohamok. Éheztetéses fázis nélkül a rohamok később kezdenek ritkulni. Ekkor a betegek fele két héten belül tapasztal javulást. Ajánlott legalább három hónapig tartani a diétát, mielőtt véglegesen döntenek a további teendőkről.
A ketogén diéta bevezetéskor felléphetnek bizonyos kellemetlen tünetek: álmosság, rossz közérzet, hányinger. Az első két hétben gyakori a levertség és az energiahiány, de ezek egy-két héten belül elmúlnak. A diéta megszokása után a közérzet már jónak mondható. A gyerekek élénkebbek, aktívabbak lesznek, javul a tanulási képességük. A közösségben jobban megtalálják a helyüket. A diéta mellett lehet óvodába, iskolába járni, a gyermek részt vehet különféle rendezvényeken (farsang, bál, stb.), táborokban. A gyógyszer mennyisége a diéta ideje alatt valószínűleg csökkenthetővé válik, sőt bizonyos esetekben teljesen elhagyható a gyógyszeres kezelés. Ennek eldöntése kizárólag a kezelőorvos joga. A diéta megkezdésekor azonban még általában az eredeti gyógyszerelést kell alkalmazni, csak néhány hónap múlva várható annak módosítása.

### Kivitelezése
Az étrend elkészítése kezdetekben bonyolultnak tűnhet, hiszen más technológiákhoz, más ételek készítéséhez szokott a szülő illetve a gondozó. Egy idő múlva azonban már ez is a napi rutin része lesz, és nem fog semmilyen nehézséget okozni, sem az étrend összeállítása, sem az étel elkészítése. A diétát betanító dietetikus végig felügyeli az étrendet, és segítséget nyújt a problémás helyzetekben. Az étrend betartásáról is elmondható, hogy ez kezdetekben nem lesz könnyű, főleg, hogy az eddigi ételeit a beteg nem fogyaszthatja, még akkor sem, ha nagyon megkívánja. A későbbiek során már nem a zsíros ételek elfogyasztása lesz nehéz, hanem a kísértések elkerülése. Semmiféle kínálásra sem szabad a megadottól eltérő ételeket fogyasztani, mert a megfelelő ketózis szint csak a szigorúan és folyamatosan betartott diéta mellett tartható fenn. Ilyenkor a gyermek állapota rosszabbodhat, vagyis ismét gyakoribbá válik az epilepsziás esemény. Egyes esetekben az is kihívás, hogy a megadott mennyiségeket el kell fogyasztani.
A bevezetés után a betegnek rendszeresen kontrollra kell járnia. A dietetikus és a neurológus tesztek és vizsgálatok sorozatát végzi el rajta. Az első évben három, a második évben hat havonta kell visszajárni. Az egy évesnél fiatalabb kisbabákat két-négy hetenként kell vizsgálatra vinni. Az állandó ketózis fenntartása érdekében apróbb kiigazításokra van szükség. A finomhangoláshoz a kórházi dietetikussal kell beszélni, és magában foglalja a kalóriák és a ketogén arány megváltoztatását, vagy az MCT olajjal vagy kókuszzsírral való kiegészítését. Naponta mérik a vizelet ketonszintjét, így ellenőrzik, hogy a ketózis fennáll-e, és hogy a beteg betartja-e a diétát, habár a ketontestek mennyisége nem korrelál a rohamok gyakoriságának csökkenésével. Ezt nitroprusszid csíkokat tartalmazó teszteket használnak, amelyek rózsaszínről gesztenyebarnára váltanak acetoacetát hatására, ami a három ketontest egyike.
A rohamok időlegesen gyakoribbá válnak egy másik betegség vagy a ketonszint ingadozásának hatására. A diétát meg kell változtatni, ha nem ritkulnak a rohamok, vagy ha a beteg fogy. A kontroll elvesztését váratlan hatások is okozhatják, például a cukormentes ételek maltodextrin, szorbit, keményítő vagy fruktóztartalma miatt. Még a naptej vagy más bőrápoló szerek szorbittartalma is elég lehet arra, hogy a bőrön át felszívódva megszakítsa a ketózist.

### A diéta elhagyása
A gyerekek 20%-ánál teljesen elmaradnak a rohamok, és a többiek közül is sokan csökkenthetik, vagy elhagyhatják gyógyszeradagjaikat. A ketogén diétát két évig, vagy a rohamok megszűnése után még hat hónapig kell tartani, ezután vissza lehet térni az egészséges táplálkozás irányelveinek megfelelő táplálkozásra. A visszatérés csak fokozatosan történhet, a diétázó reakciónak figyelemmel kísérése mellett. A visszatérés időtartama két-három hónap. Először a ketogén arányt csökkentik fokozatosan addig, amíg eltűnnek a vizeletből a ketózis jelei, majd eltörlik a kalóriára vonatkozó korlátozásokat. Ez megfelel a gyógyszerekről való leszoktatásnak a rohammentesség elérése után. Ha a diétát anyagcserezavar is támogatja, akkor tovább tartják. Különböző időtartamú ketogén diétákat tanulmányoztak, egészen 12 évesig, és ezt is hasznosnak találták.
Azoknál a gyerekeknél, akik a rohammentesség elérése után hagyták el a diétát, 20%-os valószínűséggel térnek vissza a rohamok. A visszatérés előtti időtartam erősen változó, de várható értékben két év. Összehasonlításként az agyműtét után a rohamok 10%-os, és gyógyszeres terápiát követően 30–50%. A diéta elhagyása után visszaesők egy kis többsége újra elérheti a rohammentességet a diéta újrakezdésével vagy gyógyszeres kezeléssel. A rohamok visszatérése gyakoribb, ha az EEG epilepsziára utaló görbét, vagy az MRI fokális rendellenességet mutat. Nekik a diéta meghosszabbítását ajánlják. Tuberus sclerosis esetén a diétát meghatározatlan ideig folytatják.

## A diétában felhasználható konyhatechnológiák
A diéta során törekedni kell arra, hogy a meghatározott mennyiségű zsírt bejuttassuk a szervezetbe. Ez csak akkor lehetséges, ha különböző dúsítási eljárásokat alkalmazunk az ételkészítés során. A diéta tanulási szakaszában, a dietetikus erre is felkészíti és megtanítja a családokat.

## A diétahibák következményei
Ha a diétát nem sikerül a megbeszélt módon betartani, vagyis az előírttól eltérően más ételeket is fogyaszt a gyermek, az epilepsziás rosszullétek visszatérnek. A rohamok számának növekedése, vagy a roham erősödése szinte mindig „melléevés” miatt történik. Ennek kivédése érdekében a gyermek környezetét is fel kell világosítani a diéta céljáról, és megvalósításának fontosságáról. Sokszor csak kedvességből adnak rokonok, barátok, iskolatársak más ételt a gyermeknek – akárcsak kóstolásra – és ilyenkor kárba veszhet a több hetes, vagy hónapos diétázás. Ebben az esetben az étrend bevezetését elölről kell kezdeni, a pár napos kórházi „bentlakástól” az éhezéssel.

## Típusai

### Klasszikus ketogén diéta
A ketogén diétát a dietetikus egyénre szabja a kort, a testsúlyt, a mozgásmennyiséget, a kultúrát és az egyéni ízlést figyelembe véve. Először is az energiamennyiséget az életkornak megfelelő mennyiség 80-90%-ában állapítják meg, mert a zsírban gazdag ételek feldolgozása kevesebb energiát igényel, mint a hagyományos ételeké. A mozgékony és a spasztikus gyerekek ennél többet, a keveset mozgók kevesebbet igényelnek. A ketogén arány a zsír súlya arányítva a fehérje és a szénhidrát súlyának összegéhez. Ez rendszerint 4:1, de 18 hónapos kor alatt, 12 éven felül és elhízás esetén az arány kezdetben 3:1. A zsír jóval gazdagabb energiában: 9 kcal/g (38 kJ/g), szemben a fehérje és a szénhidrát 4 kcal/g (17 kJ/g)-jával, ezért az adagok kisebbek, mint a normál étkezésben. A zsír mennyiségét a teljes energiaigényből és a ketogén arányból számítják ki. A fehérje mennyiségét a test növekedéséhez és fenntartásához igazítják. A szénhidrát tölti ki a ketogén aránynak megfelelő maradék mennyiségét. Ebbe bele kell számolni a gyógyszerek és a táplálékkiegészítők által tartalmazott szénhidrátmennyiséget. Végül ennek megfelelően tervezik a napi étkezést, ezeket osztva el az egyes étkezések között.
Az étkezések megtervezését számítógépes programok segítik, például a KetoCalculator. A fő összetevők: zsíros tejszín, fehérjében gazdag összetevő, tipikusan hús, zöldség vagy gyümölcs, és zsír, mint vaj, növényi olaj, vagy majonéz. Csak alacsony szénhidráttartalmú zöldségek és gyümölcsök megengedettek, ami kizárja a banánt, a krumplit, a borsót és a kukoricát. Mind a zöldségeket, mind a gyümölcsöket két csoportba osztják szénhidráttartalmuk szerint; ezeken a csoportokon belül szabadon cserélgethetők az összetevők. Például ekvivalens a brokkoli, a karfiol és a zöldbab. A friss, a konzerv és a fagyasztott összetevők ekvivalensek, de a nyers és a főtt már nem. A kimérést grammra pontosan kell elvégezni. A betegnek az egész adagot el kell fogyasztani, és nem kaphat mellé pluszban semmit. Az étkezésbe az édességet is bele kell számolni. A szorulás oldására vagy a ketózis növelésére kevés MCT olaj használható.
A klasszikus ketogén diéta nem kiegyensúlyozott. Csak kevés zöldséget, gyümölcsöt, kalciumban gazdag összetevőt és dúsított gabonát tartalmaz. A beteg pótlásra szorul B és D-vitaminból és kalciumból, amit az életkornak megfelelő cukormentes kiegészítőkkel érnek el: multivitamin, kalcium és D-vitamin.
Példa egy napi menüre 4:1 ketogén aránnyal és 1,500 kcal (6,300 kJ)-lal:
- Reggeli: szalonnás tojás 
28 g tojás, 11 g szalonna, 37 g 36%-os tejszín, 23 g vaj és 9 g alma.
- Desszert: mogyoróolaj golyók 
6 g mogyoróvaj és 9 g vaj.
- Ebéd: tonhal saláta
28 g tonhal, 30 g majonéz, 10 g zeller, 36 g 36%-os tejszín és 15 g fejes saláta.
- Desszert: keto joghurt 
18 g 36%-os tejszín, 17 g tejföl, 4 g eper és mesterséges édesítőszer.
- Vacsora: sajtburger
22 g darált marhahús, 10 g lapka sajt, 26 g vaj, 38 g tejszín, 10 g fejes saláta és 11 g zöldbab.
- Desszert: keto krémleves 
25 g 36%-os tejszín, 9 g tojás és vanília ízesítés.

### MCT olaj használata
A normál étkezési olajak, zsírok főként hosszú szénláncú zsírsavakat tartalmaznak (LCT). A közepes hosszúságú szénláncú zsírsavak azonban aránylag több ketogéntestet képeznek náluk. Használatukkal csökkenthető a zsír és növelhető a fehérje és a szénhidrát mennyisége, ezért az adagok nagyobbak lehetnek és az étkezés változatosabb lehet. Peter Huttenlocher az 1970-es években fejlesztette ki, és benne a kalória 60%-a származott MCT olajból. Ebben a mennyiségben azonban egyes gyerekekben az MCT olaj hasi görcsöket, hasmenést és hányást okozott. A kompromisszumos arány szerint az MCT olaj 45%-kal járul hozzá az energiaszükséglethez. Ez az MCT diéta ugyanolyan hatékony, mint a klasszikus ketogén diéta, és az sem különbözik szignifikánsan, hogy ki bírja. Az Amerikai Egyesült Államokban azonban kevésbé terjedt el, mert drágább, és a biztosítók sem támogatják.

### Módosított Atkins-diéta
A szülők és az epilepsziás gyerekek megfigyelték, hogy az Atkins-diéta bevezető szakasza alatt ritkábbak a rohamok. Erről 2003-ban jelentek meg az első eredmények. A Johns Hopkins Hospital ketogén diétával foglalkozó csoportja módosította az Atkins-diétát, és a súlyvesztés helyett a zsírfogyasztást bátorították, és véglegesítették a bevezető fázist. A módosított Atkins-diéta (MAD) nem tartalmaz korlátot a fehérjére vagy a kalóriára, és nem kell minden étkezésnek ragaszkodnia az 1:1 ketogén arányhoz. Nem tartalmaz éheztetéses és kórházi kezelésre szoruló szakaszt, és a ketogén diétához képest kevesebb dietetikus ellenőrzést igényel. A szénhidrátot gyerekeknél 10, felnőtteknél 20 g-ban korlátozza, ami egy hónap után 20–30 g-ra növelhető a rohamok számának csökkenésétől vagy a toleranciától függően. A ketogén diétához hasonlóan kontrollra kell járni, és táplálékkiegészítőket is kell szedni.
A módosított Atkins-diéta a kipróbálók 43%-ában 50%-kal, és 27%-uknál 90%-kal csökkenti a rohamok gyakoriságát. A vizsgálat öt helyszín 11 tanulmányát és 126 gyerek és felnőtt betegét foglalja össze. Eredményei 2009-ben jelentek meg. Kevés mellékhatásról tudunk, ezek közé tartozik a koleszterinszint megemelkedése, és nem is tanulmányozták hosszú távon.

### Alacsony glikémiás indexű kezelés
Az alacsony glikémiás index kezelés (LGIT) a ketogén diétával elérhető alacsonyabb vércukorszintet tűzi ki célul kevesebb megkötéssel. Az elgondolás szerint ez a csökkent vércukorszint hozzájárul a ketogén diéta eredményeihez. Ennek oka, hogy a sok zsír hatására lelassul a szénhidrátok felszívódása. Habár a kalóriák 60%-a itt is a zsírból származik, de megenged 40-60 gramm szénhidrátot naponta. A szénhidrát glikémiás indexe azonban nem lehet nagyobb, mint 50. A módosított Atkins-diétához hasonlóan nem igényel intenzív dietetikai támogatást, vagy kórházban fekvést. A ketogén diétát nyújtó központoknál ezek a kezelések is elérhetők, és ezek a kamaszok első számú kezelési módjai.
A rövid távú eredmények szerint egy hónap alatt a rohamok száma a betegek felénél több, mint 50%-kal csökkent, ami megközelíti a ketogén diéta eredményeit. A vizsgálat 76 gyereket foglalt magába, és eredményei 2009-ben jelentek meg. Ez a forma jobban tűrhető, kevesebb mellékhatással jár és jobban a beteg ízléséhez igazítható.

### Tápszeres ketogén diéta
A csecsemők és a szondás táplálásra szoruló betegek is tarthatják a ketogén diétát. Ehhez a folyékony tápszert az orvos által felírt speciális ketogén porból készítik, például KetoCal felhasználásával. A diéta betartatása könnyebb, mert a szondás táplálás kizárja az ízlelést, és a csecsemők is jobban elfogadják a ketogén táplálást, mint a nagyobb gyerekek. Egyes tanulmányok szerint is jobb eredmények érhetők el így, mint a normál szilárd ketogén táplálékkal, például a koleszterinszint sem emelkedik meg annyira. A KetoCal teljers értékű tápszer, ami tartalmazza a táplálékkiegészítőket is. Elérhető 4:1 és 3:1 arányokkal, ízesítés nélkül vagy mesterségesen vaníliával ízesítve, így szájon át való táplálásra is alkalmas. A KetoVolve és a Ketonia hasonló termékek, de készíthető Ross Carbohydrate Free, Microlipid és Polycose megfelelő arányú keverékeként is.

### Paleo-ketogén diéta
A paleo-ketogén étrendet dr. Tóth Csaba munkacsoportja alkalmazza Magyarországon belgyógyászati betegségek és az epilepszia kezelésében. A munkacsoport tanulmányai szerint a paleo-ketogén étrend hosszú-távon fenntartható, biztonságos, a klasszikus ketogén diétára jellemző mellékhatások nem jelentkeznek sem epilepsziában sem a belgyógyászati betegségekben pl. 1-es típusú cukorbetegségben, 2-es típusú cukorbetegségben és Gilbert szindrómában alkalmazva A tanulmányokban szereplő epilepsziás gyermekeknél az étrend eredményes volt, megszűnt az epileptiform aktivitás az EEG-n és kognitív javulás is történt. A munkacsoport sikeresen alkalmazta az étrendet Crohn betegségben és daganatos betegségben. Valójában az ICMNI-Orvosi Rehabilitációs Centrum orvos-kutatócsoportja máig az egyetlen munkacsoport amely nemzetközi szinten is kiemelkedő eredményeket ér el a klinikai alkalmazásban. Ez annak köszönhető, hogy a munkacsoport elsőként tudta kimutatni, hogy a ketózis elérése, csak állati zsírokkal biztonságos. Igy érhetővé vált, hogy a klasszikus ketogén étrend, valamint a más úton, növényi olajakkal elért ketózis mellékhatásai, nem a ketózisnak, hanem a növényi és tejtermékekből származó egyéb élelmi anyagoknak tudható be. Ugyancsak a munkacsoport érdeme, hogy felismerte az összefüggést a kóros béláteresztés az a klasszikus ketogén étrendben alkalmazott élelmi anyagok, mint a tejtermékek és gabonafélék és egyéb növényi anyagok között. A béláteresztés mérését a munkacsoport 2017-ben meghonosította Magyarországon a Budapesti Műszaki Egyetemen, majd azt jelenleg a Debreceni Tudományegyetem Alkalmazott Kémiai Tanszékén folytatja. A kutatólaboratórium, mely a biológiai membránok működésére fókuszál, nemzetközi színtéren is kiemelkedően nagy adatbázissal rendelkezik. Az eredményekről az elmúlt években több kongresszuson és tudományos konferencián számoltak be. Az eddigi tapasztalatok és adatok azt mutatják, hogy ellentétben a klasszikus ketogén étrenddel a paleo-ketogén étrendnek nincsenek mellékhatásai, minden életkorban alkalmazható és jelenleg az egyetlen módszer, amellyel a kóros béláteresztés biztosan megszüntethető.

## Kulturális sajátosságok
A ketogén diéta megvalósítása akár olcsóbb is lehet, mint az epilepszia gyógyszeres kezelése. Azonban a diétának a különböző kulturális hatásokra is tekintettel kell lennie. Ahol az ételkészítés vagy az étel beszerzése a nagyszülők feladata, ott több embert kell bevonni. Ahol több család eszik együtt, ott a gyerek ételének elkülönítése is nehezebb. Egyes országokban nincs előírva, hogy az ételek tápanyagtartalmát jelezni kell, így ott is nehézségbe ütközhet a diéta megtartása. Van, ahol vagy nincs, vagy nehéz felhajtani a gyógyszerek és táplálékkiegészítők szénhidrátmentes változatait, drága, elérhetetlen vagy áram hiányában nem működtethető az elektronikus mérleg, vagy az MCT olaj kerül sokba.
A kulturális hatások közül a vallás befolyásolja leginkább a diétát. A zsidó vallási előírások szerint egy étkezésen belül nem szabad tejet és húst is fogyasztani. A helyzet Indiában a legbonyolultabb. A hinduk nem ehetnek marhahúst, és sokan vegetariánusok közülük. Egyes vallási irányzatok a gyökérzöldségek fogyasztását is tiltják. Mivel az éhezés gyakori, ezért ellenérzés vannak a bevezető szakasz éheztetéses fázisával szemben, így az éheztetés nélkül kezdődik. Az ázsiai konyhák kevés zsírt használnak, ezért a diéta ketogén aránya is alacsonyabb, mint máshol.
Több fejlődő országban a ketogén diéta drágának számít, mivel a tejtermékek és a hús ára többszöröse a gabona, a zöldségek és a gyümölcsök árának. Itt a módosított Atkins-diéta nyújt egy alkalmas alternatívát. Siker esetén térnek át a szigorúbb változatra, amit a gyógyszeradag csökkentéséből fedeznek. A módosított Atkins-diétát egyszerűbb megtanulni és alkalmazni, mint a klasszikus ketogén diétát.

## Egyéb alkalmazásai
A ketogén diéta egyes ritka anyagcserezavarok kezelésére is alkalmas. Egy két gyerek részvételével készült esettanulmány szerint az astrocytomas típusú agydaganatra is hatott. Más kis méretű esettanulmányok szerint a 2-es típusú cukorbetegség, az autizmus, a depresszió, a migrén, a policisztás petefészek szindróma is javulást mutatott. Klinikailag nem ellenőrzött állatkísérletek alapján számos neurodegeneratív betegségen, az ALS-on, az Alzheimer-kóron és a Parkinson-kóron is javíthat. A traumás agysérülés és az agyi érkatasztrófa esetén védőhatással bír. Mivel a rákos sejtek nem tudják hatékonyan feldolgozni a ketontesteket, ezért a rák ellen is hatásos lehet. 2008-ban még nem állt rendelkezésre elég bizonyíték a diéta hatásosságáról, de már több klinikai kísérlet is folyamatban volt.
2009 márciusában a caprylidene (Axona)-t javasolta a US Food and Drug Administration az enyhe Alzheimer-kórhoz kapcsolódó anyagcsere-folyamatok és táplálkozási követelmények diéta alapú szabályozásához. Ugyanis az Alzheimer-kórban az agy glükózfeldolgozása nem megfelelő, ezért a javaslat a ketontesteket ajánlja alternatív energiaforrásként. A caprylidene az MCT caprylic triglycerid porított formája.

## Hatásmechanizmusa

### Rohampatológia
Ketontestek
Az agy idegsejtek hálózatából áll, amelyek idegimpulzusokkal közvetítik az információt. A szinapszisok között ingerületátvivő anyagok szállítják a jeleket, habár vannak elektromos szinapszisok is. Az ingerületátvivő anyagok lehetnek gátló, vagy ingerkeltő hatásúak; például a γ-amino-vajsav, vagy a GABA gátló, a glutamát serkentő hatású. A kibocsátott anyagok szerint a neuronok gátlók, vagy serkentők. Ha ezek egyensúlya megbomlik, akkor roham alakul ki. A GABA az epilepszia elleni szerek egyik fő célpontja, mivel a GABA szintjének növelése gátló hatásával lecsillapíthatja a rohamokat.
Az idegimpulzus továbbításához a sejt ioncsatornái káliumot bocsátanak ki, és nátriumot engednek a sejtbe. Ezután az idegsejt egy rövid ideig nem képes jelet továbbítani. Ezeket a folyamatokat kapuk szabályozzák, amelyek az elektromos feszültség megváltozására, vagy kémiai hírvivő anyagok hatására nyílnak és záródnak.
Az epilepsziás roham többféleképpen is elindulhat. Patofiziológiai példák: izgató góc az agyban; a megváltozott áramot elvezető idegsejtek csoportja; a gátló ingerületátvivő anyagok szintézisének csökkenése; a gátló anyagok receptorainak érzéketlensége; a serkentő ingerületátvivők lebontásának lassúsága; a szinapszisfejlődés elégtelensége; vagy az ioncsatornák működésének romlása.

### Rohamkontroll
Több kísérlet is történt a ketogén diéta működésének magyarázatára, de egyik elméletet sem sikerült bebizonyítani. Sőt, többet sikeresen megcáfoltak, mint a szervezet általános savasodását, az elektrolitok megváltozását, vagy az alacsony vércukorszintet. Habár a diéta több biokémiai változást is eredményez az agyban, nem ismert, hogy melyik akadályozza a rohamok kialakulását. Ez a bizonytalanság hasonló a több roham elleni szer hatásmechanizmusát övező bizonytalansághoz.
A ketogén diétában a korlátozott szénhidrátbevitel nem elégíti ki a szervezet energiaigényét, szerepüket a zsírsavak veszik át. A mitokondriumokban is ezek a zsírsavak bomlanak le, mivel az emberi szervezet nem tudja őket glükózzá alakítani, néhány aminosavval ellentétben. Azonban mivel az aminosavak elhasználódnak a szervezet felépítéséhez és regenerációjához, ezért belőlük sem alkotható glükóz. Az agy normál esetben glükózt használ, és a zsírsavak nem jutnak át a vér-agy gáton; a máj azonban a zsírsavakból ketontesteket alkot, amelyek viszont átjutnak. Ezek adják az energiát az agynak.
A ketontestek már önmagukban is lehetséges rohamgátlók; az állatkísérletek szerint az acetoacetát és az aceton védett a rohamokkal szemben. Az agy energiaforgalmának átállása megnöveli az energiatartalékokat, mivel a ketontestek hatékonyabb üzemanyagok, és a mitokondriumok is megszaporodtak. Ez segíthet abban, hogy az idegsejtek stabilak maradjanak a rohamok idején megnövekedő energiaszükséglettel szemben, és idegvédő hatásuk is van.
A ketogén diéta hatásait legalább 14 állatmodellen tanulmányozták. Ezek közül sokban védő hatással bírt, de máshogy védett, mint a gyógyszerek. A fenofibrát a felnőtt patkányokban a diétához hasonlóan működött, habár nem alkalmazzák a rohamok megelőzésére. Összevetve a legalább fél tucat gyógyszert hasztalanul kipróbált betegekben mutatott hatékonyságával, egy egészen új hatásmechanizmust sejtet.
A roham elleni szerek elnyomják a rohamokat, de nem védik ki, és nem előzik meg a rohamokra való hajlamot. A tudomány keveset tud az epilepszia kialakulásáról. Néhány szer, mint a valproát, a levetiracetám és a benzodiazepinek állatmodellekben az epilepszia kialakulását megelőző hatást mutattak, azonban emberi alanyokkal nem sikerült megismételni az eredményeket. Patkányokban a ketogén diétának epilepsziát megelőző hatása van.